# St. Remaclus (Oberwampach)

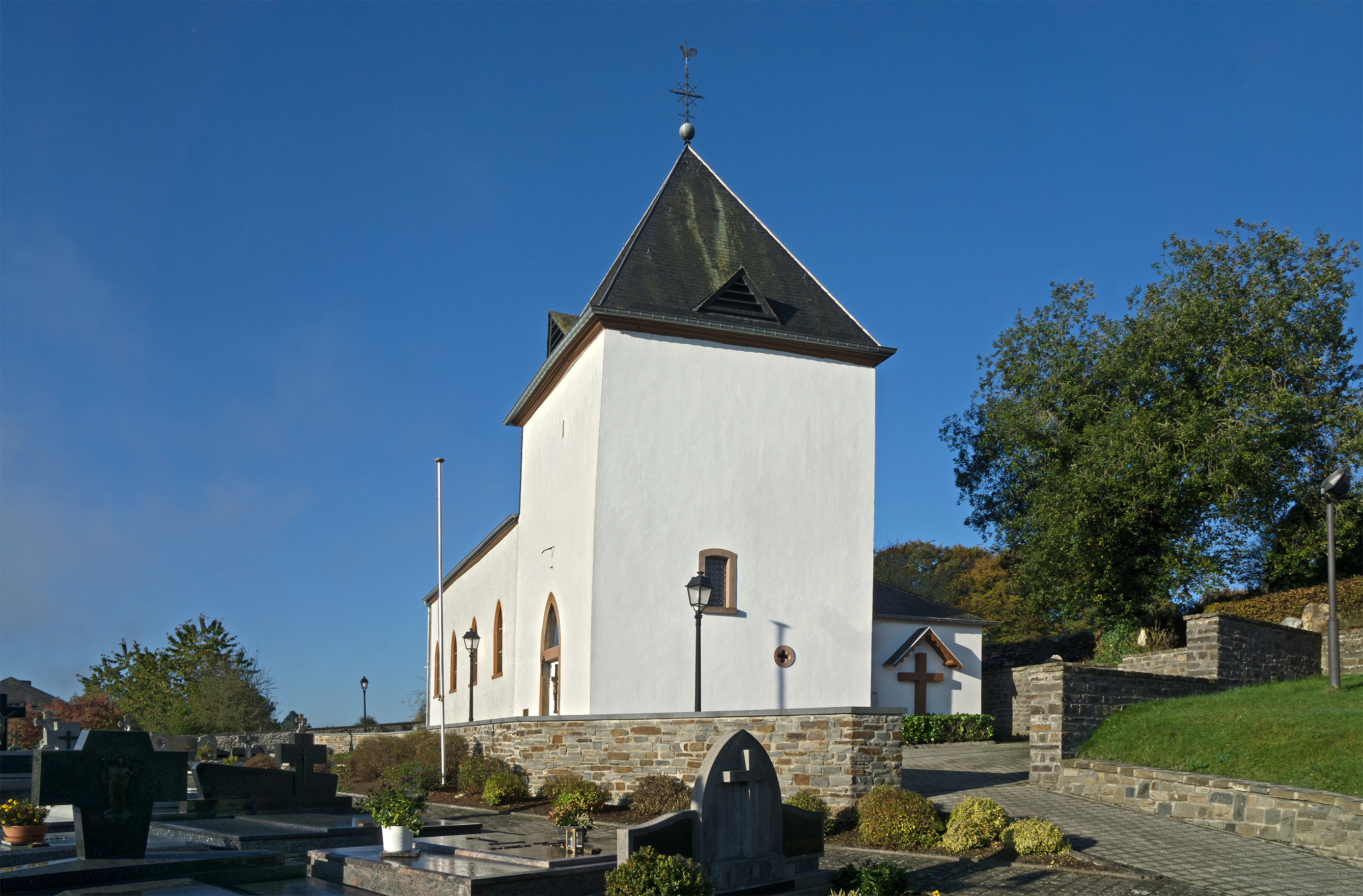
St. Remaclus, Blick zum Chorturm

Die Kirche St. Remaclus (auch: Saint-Remacle)  ist eine römisch-katholische Kirche in Oberwampach, einem Ortsteil von Wintger in Luxemburg. Die Kirche ist seit dem Jahr 2020 als Kulturdenkmal eingestuft.

## Geschichte
Ältester Teil der zu Ehren des heiligen Remaclus geweihten Kirche ist der äußerlich ungegliederte romanische Chorturm im Osten mit dem Chorraum im Turmuntergeschoss aus dem 13. Jahrhundert. An der Westwand des Chores zum Langhaus hin haben sich Reste von Fresken aus dem 15. Jahrhundert erhalten. Dem Chorturm wurde später ein neues, größeres Langhaus angefügt, wobei der mittelalterliche Chorraum aus der Achse nach Süden verschoben wurde.
An der Südseite des Chorturms befindet sich ein Mahnmal für die Gefallenen des Zweiten Weltkrieges in Oberwampach.